# Leichtathletik-Hallensüdamerikameisterschaften 2022
Die 2. Leichtathletik-Hallensüdamerikameisterschaften fanden vom 19. bis zum 20. Februar 2022 wie 2020 in der bolivianischen Stadt Cochabamba statt. Veranstalter war die Confederación Sudamericana de Atletismo.

## Ergebnisse Männer

### 60 m
| Platz | Athlet                  | Land | Zeit (s)   |
| ----- | ----------------------- | ---- | ---------- |
| 1     | Felipe Bardi dos Santos | BRA  | 6,62 CR PB |
| 2     | David Vivas             | VEN  | 6,63 PB    |
| 3     | Franco Florio           | ARG  | 6,70 PB    |
| 4     | Erik Cardoso            | BRA  | 6,71 PB    |
| 5     | Tito Hinojosa           | BOL  | 6,84       |
| 6     | Julian Vargas           | BOL  | 6,91       |
| 7     | Alexander Salazar       | PAN  | 6,95       |
| 8     | Mateo Edward            | PAN  | 6,99       |

### 400 m
| Platz | Athlet                  | Land | Zeit (s) |
| ----- | ----------------------- | ---- | -------- |
| 1     | Lucas Carvalho          | BRA  | 46,85 CR |
| 2     | Javier Gómez            | VEN  | 47,84 PB |
| 3     | Pedro Luiz de Oliveira  | BRA  | 47,40 PB |
| 4     | Nery Peñaloza           | BOL  | 49,68 PB |
| 5     | Juan Manuel Gareca      | BOL  | 49,75 PB |
| 6     | Marcos Antonio González | PAR  | 49,68 NR |

### 800 m
| Platz | Athlet                  | Land | Zeit (min)    |
| ----- | ----------------------- | ---- | ------------- |
| 1     | Lucirio Antonio Garrido | VEN  | 1:52,12 CR PB |
| 2     | Eduardo Ribeiro         | BRA  | 1:52,40 PB    |
| 3     | Guilherme Kurtz         | BRA  | 1:52,71 PB    |
| 4     | Ryan López              | VEN  | 1:57,99 PB    |
| 5     | Omar Sotomayor          | BOL  | 1:58,36       |
| 6     | Fermín González         | BOL  | 2:01,85       |

### 1500 m
| Platz | Athlet                    | Land | Zeit (min)    |
| ----- | ------------------------- | ---- | ------------- |
| 1     | David Ninavia             | BOL  | 3:56,16 CR PB |
| 2     | José Daniel González      | VEN  | 3:57,13 PB    |
| 3     | Guilherme Kurtz           | BRA  | 3:57,58 PB    |
| 4     | Lucirio Antonio Garrido   | VEN  | 3:58,82 PB    |
| 5     | Vidal Basco               | BOL  | 4:04,58       |
| 6     | Carlos de Oliveira Santos | BRA  | 4:17,03 PB    |
| OC    | Matheus Pessoa            | BRA  | 4:11,35       |

### 3000 m
| Platz | Athlet               | Land | Zeit (min)  |
| ----- | -------------------- | ---- | ----------- |
| 1     | Daniel Toroya        | BOL  | 08:38,29 PB |
| 2     | Ederson Pereira      | BRA  | 08:40,96 PB |
| 3     | José Daniel González | VEN  | 08:49,80 PB |
| 4     | Mario Flores         | BOL  | 08:58,81 PB |
| 5     | Jurandyr Cuoto       | BRA  | 10:23,83 PB |

### 60 m Hürden
| Platz | Athlet              | Land | Zeit (s)    |
| ----- | ------------------- | ---- | ----------- |
| 1     | Rafael Pereira      | BRA  | 7,58 CR =AR |
| 2     | Gabriel Constantino | BRA  | 7,72        |
| 3     | Agustín Carrera     | ARG  | 7,85 NR     |
| 4     | Mauricio Garrido    | PER  | 7,87 NR     |
| 5     | Yohan Chaverra      | COL  | 7,98 PB     |
| 6     | Martín Sáenz        | CHI  | 8,01        |
| 7     | Mauricio Sandoval   | BOL  | 8,21        |
| 8     | Enrique Bellott     | BOL  | 8,65 PB     |

### 4 × 400 m Staffel
| Platz | Land      | Athleten                                                         | Zeit (min) |
| ----- | --------- | ---------------------------------------------------------------- | ---------- |
| 1     | Venezuela | Leodán Torrealba Lucirio Antonio Garrido Ryan López Javier Gómez | 3:16,91 CR |
| 2     | Bolivien  | Tito Hinojosa Juan Manuel Gareca Alberto Antelo Nery Peñaloza    | 3:17,87    |

### Hochsprung
| Platz | Athlet             | Land | Höhe (m) |
| ----- | ------------------ | ---- | -------- |
| 1     | Thiago Moura       | BRA  | 2,22 PB  |
| 2     | Carlos Layoy       | ARG  | 2,16 =NR |
| 3     | José André Camacho | BOL  | 1,90     |

### Stabhochsprung
| Platz | Athlet              | Land | Höhe (m) |
| ----- | ------------------- | ---- | -------- |
| 1     | Augusto Dutra       | BRA  | 5,50 =CR |
| 2     | Abel Curtinove      | BRA  | 5,05     |
|       | Germán Chiaraviglio | ARG  | NMH      |
| OC    | Bruno Spinelli      | BRA  | 5,00     |

### Weitsprung
| Platz | Athlet            | Land | Weite (m)  |
| ----- | ----------------- | ---- | ---------- |
| 1     | José Luis Mandros | PER  | 8,17 CR NR |
| 2     | Emiliano Lasa     | URU  | 8,10 NR    |
| 3     | Samory Fraga      | BRA  | 7,82 PB    |
| 4     | Gabriel Boza      | BRA  | 7,47 AU20R |
| 5     | Miguel Alfaro     | BOL  | 6,90       |
| 6     | Romulo Colodro    | BOL  | 6,69 PB    |

### Dreisprung
| Platz | Athlet           | Land | Weite (m) |
| ----- | ---------------- | ---- | --------- |
| 1     | Alexsandro Melo  | BRA  | 16,62     |
| 2     | Almir dos Santos | BRA  | 16,59     |
| 3     | Leodán Torrealba | VEN  | 16,55 NR  |
| 4     | Maximiliano Díaz | ARG  | 16,02     |
| 5     | Miguel Alfaro    | BOL  | 13,96     |
| 6     | Mauricio Rivera  | BOL  | 13,58 PB  |

### Kugelstoßen
| Platz | Athlet           | Land | Weite (m)   |
| ----- | ---------------- | ---- | ----------- |
| 1     | Darlan Romani    | BRA  | 21,71 CR AR |
| 2     | Willian Dourado  | BRA  | 19,83 PB    |
| 3     | Ignacio Carballo | ARG  | 19,04 PB    |
| 4     | Flies Puschell   | CHI  | 16,05 PB    |

### Siebenkampf
| Platz | Athletin          | Land | Punkte  |
| ----- | ----------------- | ---- | ------- |
| 1     | Felipe dos Santos | BRA  | 5799 PB |
| 2     | Georni Jaramillo  | VEN  | 5552 NR |
| 3     | José Santana      | BRA  | 5489 PB |

## Ergebnisse Frauen

### 60 m
| Platz | Athletin                  | Land | Zeit (s)   |
| ----- | ------------------------- | ---- | ---------- |
| 1     | Rosângela Santos          | BRA  | 7,24 CR PB |
| 2     | Vitória Cristina Rosa     | BRA  | 7,25 PB    |
| 3     | Macarena Borie            | CHI  | 7,43 PB    |
| 4     | María Florencia Lamboglia | ARG  | 7,53 PB    |
| 5     | Leticia Arispe            | BOL  | 7,56 PB    |
| 6     | Guadalupe Torrez          | BOL  | 7,66       |
| 7     | Rocío Muñoz               | CHI  | 7,76 PB    |
| 8     | Paula Daruich             | PER  | 7,84 PB    |

### 400 m
| Platz | Athletin                  | Land | Zeit (s) |
| ----- | ------------------------- | ---- | -------- |
| 1     | Tábata de Carvalho        | BRA  | 54,81 PB |
| 2     | Liliane Parrela           | BRA  | 55,37 PB |
| 3     | Noelia Martínez           | ARG  | 55,88    |
| 4     | Cecilia Gómez             | BOL  | 56,04    |
| 5     | María Florencia Lamboglia | ARG  | 57,36 PB |
| 6     | Mariana Arce              | BOL  | 57,42    |

### 800 m
| Platz | Athletin          | Land | Zeit (min) |
| ----- | ----------------- | ---- | ---------- |
| 1     | Déborah Rodríguez | URU  | 2:18,23    |
| 2     | Jaqueline Weber   | BRA  | 2:18,58 PB |
| 3     | Martina Escudero  | ARG  | 2:19,33 PB |
| 4     | Tania Guasace     | BOL  | 2:20,52    |
| 5     | Nathia González   | COL  | 2:20,75 PB |
| 6     | Evanyelin Mayta   | BOL  | 2:23,86 PB |
| 7     | Mayara dos Santos | BRA  | 2:51,83 PB |

### 1500 m
| Platz | Athletin         | Land | Zeit (min) |
| ----- | ---------------- | ---- | ---------- |
| 1     | Jhoselyn Camargo | BOL  | 4:39,33    |
| 2     | Tatiana Poma     | BOL  | 4:46,49 PB |
| 3     | Jaqueline Weber  | BRA  | 4:49,42 PB |
|       | Rejane da Silva  | BRA  | DNF        |

### 3000 m
| Platz | Athletin               | Land | Zeit (min)  |
| ----- | ---------------------- | ---- | ----------- |
| 1     | Lizeth Veizaga         | BOL  | 10:47,84 PB |
| 2     | Eva Fernández          | BOL  | 11:09,00 PB |
| 3     | Elisângela de Oliveira | BRA  | 11:40,68 PB |

### 60 m Hürden
| Platz | Athletin          | Land | Zeit (s) |
| ----- | ----------------- | ---- | -------- |
| 1     | Ketiley Batista   | BRA  | 8,41 PB  |
| 2     | Diana Bazalar     | PER  | 8,48 NR  |
| 3     | Valentina Polanco | ARG  | 8,62     |
| 4     | Vitória Alves     | BRA  | 8,72     |
| 5     | Thaynara Zoch     | BOL  | 9,00     |
| 6     | Camila Jiménez    | BOL  | 9,19     |
| OC    | Paola Vázquez     | PUR  | 10,21    |

### 4-mal-400-Meter-Staffel
| Platz | Land        | Athletin                                                                     | Zeit (min)     |
| ----- | ----------- | ---------------------------------------------------------------------------- | -------------- |
| 1     | Bolivien    | Lucía Sotomayor Mariana Arce Tania Guasace Cecilia Gómez                     | 3:47,36 CR AR  |
| 2     | Argentinien | Martina Escudero Valentina Polanco María Florencia Lamboglia Noelia Martínez | 3:59,15 min NR |

### Hochsprung
| Platz | Athletin         | Land | Höhe (m) |
| ----- | ---------------- | ---- | -------- |
| 1     | Sarah Freitas    | BRA  | 1,79 PB  |
| 2     | Arielly Monteiro | BRA  | 1,73 PB  |
| 3     | Carla Ríos       | BOL  | 1,70     |
|       | Lorena Aires     | URU  | NMH      |

### Stabhochsprung
| Platz | Athletin          | Land | Höhe (m)   |
| ----- | ----------------- | ---- | ---------- |
| 1     | Isabel de Quadros | BRA  | 4,10 CR PB |
| 2     | Alejandra Arévalo | PER  | 4,00 PB    |
| 3     | Juliana Campos    | BRA  | 3,80       |

### Weitsprung
| Platz | Athletin          | Land | Weite (m) |
| ----- | ----------------- | ---- | --------- |
| 1     | Natalie Aranda    | PAN  | 6,43      |
| 2     | Rocío Muñoz       | CHI  | 6,29 NR   |
| 3     | Eliane Martins    | BRA  | 6,23      |
| 4     | Valeria Quispe    | BOL  | 6,02 NR   |
| 5     | Alejandra Arévalo | PER  | 5,86 PB   |
| 6     | Thaynara Zoch     | BOL  | 5,73      |
| 7     | Paula Daruich     | PER  | 5,35 PB   |

### Dreisprung
| Platz | Athletin            | Land | Weite (m) |
| ----- | ------------------- | ---- | --------- |
| 1     | Gabriele dos Santos | BRA  | 13,89 CR  |
| 2     | Liuba Zaldívar      | ECU  | 13,66 NR  |
| 3     | Silvana Segura      | PER  | 13,31 NR  |
| 4     | Ketllyn Zanette     | BRA  | 13,07 PB  |
| 5     | Valeria Quispe      | BOL  | 13,03 SB  |
| 6     | Alejandra Arévalo   | PER  | NM        |

### Kugelstoßen
| Platz | Athletin       | Land | Weite (m)   |
| ----- | -------------- | ---- | ----------- |
| 1     | Lívia Avancini | BRA  | 17,52 CR PB |
| 2     | Ivana Gallardo | CHI  | 17,03 PB    |
| 3     | Milena Sens    | BRA  | 16,59 PB    |

### Fünfkampf
| Platz | Athletin           | Land | Punkte  |
| ----- | ------------------ | ---- | ------- |
| 1     | Raiane Vasconcelos | BRA  | 3921 PB |
| 2     | Camila Jiménez     | BOL  | 3202 NR |

## Medaillenspiegel
| Platz | Land        |    |    |    |    |
| ----- | ----------- | -- | -- | -- | -- |
| 1     | Brasilien   | 16 | 10 | 10 | 36 |
| 2     | Bolivien    | 5  | 4  | 2  | 11 |
| 3     | Venezuela   | 2  | 4  | 2  | 8  |
| 4     | Peru        | 1  | 2  | 1  | 4  |
| 5     | Uruguay     | 1  | 1  | 0  | 2  |
| 6     | Panama      | 1  | 0  | 0  | 1  |
| 7     | Argentinien | 0  | 2  | 6  | 8  |
| 8     | Chile       | 0  | 2  | 1  | 3  |
| 9     | Kolumbien   | 0  | 1  | 0  | 1  |